# Fusicladium amelanchieris
Fusicladium amelanchieris är en svampart som först beskrevs av Pier Andrea Saccardo, och fick sitt nu gällande namn av Oliveira. Fusicladium amelanchieris ingår i släktet Fusicladium och familjen Venturiaceae.   Inga underarter finns listade i Catalogue of Life.